# Pylon
Pylon (['paɪlən], Пайлон) — американская рок-группа из города Атенс (штат Джорджия). Самим плодотворным для группы был период с 1979 по 1983. Они были очень влиятельны в среде групп Новой волны. Pylon также считается одной из самых продуктивных групп на музыкальной сцене города Атенс, где их влияние было очень велико. R.E.M. — наиболее яркий пример коллектива на который Pylon оказали влияние, кавер-версия их песни «Crazy», вышла на пластинке «Driver 8». Музыка группы включает элементы панк-рока, но её также можно отнести к танцевальной музыке.

## История
Все четыре участника группы Pylon были студентами гуманитарных наук в Университете Джорджии в Атенс. Гитарист Рэндалл Бьюли (Randall Bewley) и бас-гитарист Майкл Лачовски (Michael Lachowski) начали играть музыку и пытались создать группу в 1978. Они репетировали в центре города в студии, которую Лачовски арендовал у Кёртиса Кроу (Curtis Crowe). Комната было освещена 40-ваттной лампочкой, поэтому её стали называть «Клуб 40 ватт» («40 Watt Club»). Вскоре Кроу присоединился к группе в качестве барабанщика. 14 февраля 1979 года состоялось прослушивание певцов. Ванесса Бриско (Vanessa Briscoe) (сейчас Vanessa Briscoe Hay) была выбрана в качестве вокалистки.
Первое живое выступление Pylon состоялось 9 марта 1979 года. Члены группы The B-52's посетили третье шоу группы. Фред Шнайдер и Кейт Пирсон из The B-52’s особенно помогали продвижению музыки Pylon в Нью-Йорке. Вскоре Pylon открывали концерт группы Gang of Four в Нью-Йорке. Их дебютный сингл «Cool» появился на студии DB Records в начале 1980 года и получил многочисленные положительные отзывы критиков.
С 1980 по 1983 год группа гастролировала по США, Канаде и Великобритании, играя с такими группами как: B-52's, Gang of Four, Mission of Burma, Love Tractor, R.E.M., Talking Heads и U2. Pylon отрывали выступления группы U2 в их первом туре по США. В то время участники группы стали чувствовать, что их совместная деятельность приносит меньше радости и становится похожей на бизнес. Они решили распустить группу в 1983 году.
С некоторой помощью R.E.M. репутация Pylon как одной из величайших андерграундных групп новой волны подтвердилась в 1987 году. Когда журнал «Rolling Stone» в ноябре назвал R.E.M. «Лучшей группой Америки», барабанщик Билл Берри сказал: «Не мы лучшая рокенрольная группа Америки, а Пайлон».
При поддержке R.E.M. и других, Pylon воссоединились в 1989 году, чтобы участвовать в открытии концертов во время «Green»-тура. Они записали ещё одну пластинку в 1990 году, играли на нескольких шоу в 1990 и 1991 годах и снова распались в 1991 году.
В 2004 году группа снова воссоединилась спустя десять лет отсутствия на сцене. После этого они в основном выступают на музыкальных фестивалях в городе Атенс.
16 октября 2007 года компания DFA Records переиздала альбом «Gyrate Plus», в который вошли песни с альбома Gyrate, сингла «Cool» и неизданная песня «Functionality»
В 2009 году планируется переиздание альбома «Chomp»
25 февраля 2009 года гитарист Рэндалл Бьюли скончался после сердечного приступа перенесённого за рулём своего фургона.

## Члены группы
- Рэндалл Бьюли (гитара)
- Майкл Лачовски (бас-гитара)
- Кёртис Кроу (барабаны)
- Ванесса Бриско Хэй (вокал)

## Дискография
- Cool/Dub 7" single (Caution Records 1979)
- Gyrate LP (Db recs, Armageddon 1980)
- Pylon !! EP (Db recs, Armageddon 1980)
- Crazy/M-Train 7" single (Db recs 1981)
- Beep/Altitude 7" single (Db recs 1982)
- Four Minutes/Beep/Altitude EP (Db recs 1982)
- Chomp LP (Db recs 1983)
- Hits LP/CD (Db recs 1988)
- Chain LP/CD (Sky records 1990)
- Gyrate Plus CD (DFA Records 2007)
- Chomp More CD (DFA Records 2009)

## Фильмография
- Athens, GA.: Inside/Out (1987), архивные съёмки.